# Dariusz Rzontkowski
Dariusz Rzontkowski (ur. 1966) — scenarzysta i aktor.
Ukończył grafikę w katowickiej filii ASP w Krakowie. Był współzałożycielem teatru GuGalander (w zespole do 1989 roku). Opracował scenografię do pierwszych trzech przedstawień i występował jako aktor.
Jest wraz z Dariuszem Basińskim współautorem tekstów dla grupy Mumio. Napisane przez niego programy teatralne Zazum oraz (wspólnie z Tomaszem Skorupą) Kitta Kergulena zostały wystawione w Teatrze Dramatycznym w Warszawie i Teatrze Śląskim w Katowicach.
Pracował w wielu warszawskich agencjach reklamowych, ostatnio na stanowisku dyrektora kreatywnego.
W październiku 2014 uzyskał w Akademii Sztuk Pięknych w Katowicach tytuł doktora sztuk plastycznych (promotorem był Marian Oslislo).
Jest scenarzystą komiksów z serii Yorgi (rysownik Jerzy Ozga)